# Леон Аскин
Леон Аскин (рођен као Леон Ашкенази (Leon Aschkenasy), Беч, 18. септембар 1907 — Беч, 3. јун 2005) био је аустријски јеврејски глумац и режисер. Најпознатији је у Северној Америци по улози генерала Буркхалтера у ТВ ситуационој комедији Хоганови хероји.

## Живот и каријера
Аскин је рођен у јеврејској породици у Бечу, као син родитеља који су касније убијени у Холокаусту. Према његовој аутобиографији, његово прво искуство у шоу бизнису догодило се током Првог светског рата када је рецитовао песму пред царем Францом Јосифом. Током 1920-их студирао је глуму код Луиз Думон и Макса Рајнхарта. Док је 1930-их радио у бечком кабаре позоришту „АБЦ“, често је режирао дела политичког писца дисидента Јуре Сојфера.
Аскин је побегао из Аустрије у Сједињене Државе 1940. након што су га нацистички СА и СС тукли и мучили. Његови родитељи су убијени у логору смрти Треблинка. У Другом светском рату служио је као штабни наредник у ваздушним снагама америчке војске. После рата, отишао је у Холивуд да започне каријеру у филмовима, увек глумећи стране ликове који говоре енглески са јаким акцентом.
Аскин је стекао широко признање и популарност због своје понављајуће улоге строгог генерала Алберта Буркхалтера у ситкому Хоганови хероји, појавивши се у 67 епизода (укључујући пилот) серије која је трајала од 1965. до 1971. године. Буркхалтер је био груби и храбри командант пуковника Клинка, напаћеног команданта немачког логора за ратне заробљенике из Другог светског рата, којим је манипулисао амерички пуковник Хоган како би се затвореници извукли са својим тајним активностима.
Аскин је умро природном смрћу у Бечу 3. јуна 2005. у 97. години и сахрањен је у Средишњем бечком гробљу.

## Филмографија
| Година | Наслов                                                                         | Улога                     |
| ------ | ------------------------------------------------------------------------------ | ------------------------- |
| 1952   | Assignment – Paris! (Задатак - Париз!)                                         | Франц                     |
| 1952   | Road to Bali (Пут за Бали)                                                     | Краљ Рамајана             |
| 1953   | Desert Legion (Пустињски Легион)                                               | Мајор Васил               |
| 1953   | South Sea Woman (Жена са Јужних мора)                                          | Пјер Маршан               |
| 1953   | China Venture (Кинески подухват)                                               | Ву Кинг                   |
| 1953   | The Robe (Огртач)                                                              | Абидор                    |
| 1953   | The Veils of Bagdad (Велови Багдада)                                           | Паша Хамам                |
| 1954   | Knock on Wood (Куцати о дрво)                                                  | Ласло Громек              |
| 1954   | Secret of the Incas (Тајна Инка)                                               | Антон Марку               |
| 1954   | Valley of the Kings (Долина краљева)                                           | Валентин Арко             |
| 1955   | Carolina Cannonball (Ђуле Каролине)                                            | Ото                       |
| 1955   | Son of Sinbad (Синбадов син)                                                   | Калиф                     |
| 1955   | Spy Chasers (Ловци на шпијуне)                                                 | Пуковник Алекс Баксис     |
| 1958   | Der Schinderhannes (Шиндерханес)                                               | Рохус Епелсхајмер         |
| 1959   | The Last Blitzkrieg (Задњи блицкриг)                                           | Наредник Штајнер          |
| 1959   | Abschied von den Wolken (Растанак са облацима)                                 | Генерал Кордобас          |
| 1960   | Mistress of the World (Љубимица света)                                         | Фернандо                  |
| 1960   | Pension Schöller (Пенсион Шелер)                                               | Фринц Бернарди            |
| 1960   | Until Money Departs You (Док те новац не напусти)                              | Доктор Плауерт            |
| 1960   | Weit ist der Weg (Дугачак је пут)                                              | Луиз                      |
| 1961   | Immer Ärger mit dem Bett (Сталне муке са креветом)                             | Луиђи Папагало            |
| 1961   | Blind Justice (Слепа правда)                                                   | Бранилац др. Леополд      |
| 1961   | One, Two, Three (Један, два, три)                                              | Перипечков                |
| 1962   | Lulu (Лулу)                                                                    | Др. Гол                   |
| 1962   | The Testament of Dr. Mabuse (Тестамент др. Мабусеа)                            | Флоке                     |
| 1962   | Sherlock Holmes and the Deadly Necklace (Шерлок Холмс и смртоносна огрлица)    | Чарлс                     |
| 1965   | John Goldfarb, Please Come Home! (Џон Голдфарб, молим те врати се кући!        | Самир                     |
| 1965   | Do Not Disturb (Не узнемиравај)                                                | Лангсдорф                 |
| 1966   | What Did You Do in the War, Daddy? (Шта си радио у рату тата?)                 | Пуковник Касторп          |
| 1967   | Double Trouble (Дупла невоља)                                                  | Инспектор де Грот         |
| 1967   | The Caper of the Golden Bulls (Бег златног бика)                               | Морчек                    |
| 1967   | The Perils of Pauline (Невоље Паулине)                                         | Комесар                   |
| 1968   | The Wicked Dreams of Paula Schultz (Чудни снови Пауле Шулц)                    | Оскар                     |
| 1968   | Guns for San Sebastian (Топови Сан Себастијана)                                | Врховни свештеник         |
| 1968   | A Fine Pair (Леп пар)                                                          | Шеф Велман                |
| 1968   | Die Funkstreife Gottes (Божја радио патрола)                                   | Феликс                    |
| 1968   | Lucrezia (Лукреција)                                                           | Алесандро VI              |
| 1969   | The Maltese Bippy (Малтешка задњица)                                           | Аксел Кронштат            |
| 1969   | Death Knocks Twice (Смрт куца двапут)                                          | Пепе Мангано              |
| 1972   | Hammersmith Is Out (Хамерсмит је готов)                                        | Др. Крот                  |
| 1973   | Doctor Death: Seeker of Souls (Доктор смрт: Трагач за душама)                  | Тор                       |
| 1973   | Genesis II (Књига постања II)                                                  | Надзорник                 |
| 1973   | The World's Greatest Athlete (Најбољи спориста на свету)                       | Др. Готлиб                |
| 1974   | Young Frankenstein (Млади Франкенштајн)                                        | Господин Валдман          |
| 1974   | Karl May (Карл Мај)                                                            | Клоц-Село                 |
| 1974   | Perahim – die zweite Chance (Перахим - друга прилика)                          |                           |
| 1975   | Parapsycho – Spektrum der Angst (Парапсихо - распон страха)                    |                           |
| 1981   | Going Ape! (Замајмуњивање)                                                     | Зебревски                 |
| 1982   | Airplane II: The Sequel (Авион II: Наставак)                                   | ТВ водитељ из Москве      |
| 1983   | Frightmare (Фрајтмер)                                                          | Волфганг                  |
| 1983   | Kottan ermittelt (Котанова одлука)                                             | Рудолф Васерфогел         |
| 1984   | A Stroke of Genius (Потез генија)                                              |                           |
| 1985   | Diff'rent Strokes (Различити потези)                                           | Дошенко                   |
| 1985   | Savage Island (Острво дивљака)                                                 | Лукер                     |
| 1985   | Stiffs (Лешеви)                                                                | Директор мртвачнице       |
| 1985   | First Strike (Први налет)                                                      |                           |
| 1986   | Odd Jobs (Чудни послови)                                                       | Дон Карлући               |
| 1987   | Deshima (Дешима)                                                               | Франк Нифергелт           |
| 1994   | OcchioPinocchio (Окијо Пинокијо)                                               | Психијатар                |
| 1994   | Höhenangst (Страх од висине)                                                   | Валтер Гузенлајтер        |
| 1994   | Adolf Lanz – Mein Krampf (Адолф Ланц - Моја борба)                             | Јозеф Ланц из Либенсфелда |
| 1995   | Tödliche Liebe (Смртоносна љубав)                                              |                           |
| 1998   | Black Flamingos – Sie lieben euch zu Tode (Црни фламингоси - воле те до смрти) |                           |
| 1999   | Kubanisch rauchen (Пушити кубански)                                            | Варановски                |
| 2001   | Ene mene muh – und tot bist du (Ен-ден-ду - мртав си)                          |                           |

## Одликовања и награде
- 1988: Аустријски крст части за науку и уметност[2]
- 1994: Сребрна медаља за заслуге у граду Бечу
- 1996: Додела звања "професор"
- 2001: Аустријски крст части за науку и уметност 1. класе[3]
- 2002: Златна медаља части за заслуге у граду Бечу
- 2003: Голденер Ратхаусман из Беча поводом обележавања 75. годишњице
- 2007: Именовање Леон-Аскин-Плаца у Бечу-Пенцингу
- 2007: Биста Леона Аскина у Туркеншанцпарку (Беч)
- 2007: Откривена плоча на Хителдорферштрасе 349 у Бечу-Пенцинг, поводом 100. годишњице Аскиновог рођења
- 2009: На адреси Зехсхимелгасе 19 у Бечу-Алзергрунд јавна стамбена зграда је добила његово име
- 2010: Леон-Аскин-Парк у Грундштајнгасе у Отакрингу (16. бечки округ) назван по Аскину